# Гурчин, Александр Викентьевич
Александр Викентьевич Гурчин 2-й (1833—1902) — генерал от инфантерии, герой русско-турецкой войны 1877—1878 гг., командующий Виленским военным округом.

## Биография
Александр Викентьевич Гурчин родился в 1833 году. Католик. Брат В. В. Гурчина. Воспитание получил в Брестском кадетском корпусе, затем обучался в Дворянском полку, по окончании которого 8 августа 1850 года был произведён в прапорщики и определён в лейб-гвардии Павловский полк.
В 1864 году был назначен начальником Кавказской стрелковой школы и участвовал в покорении Западного Кавказа. В 1866 году Гурчин, произведённый в полковники, был назначен командиром Кавказской учебной роты, а в 1869 году командиром 13-го лейб-гренадерского Эриванского полка. 20 сентября 1871 года Гурчин был назначен флигель-адъютантом, а в 1876 году — командующим Кавказской стрелковой бригадой.

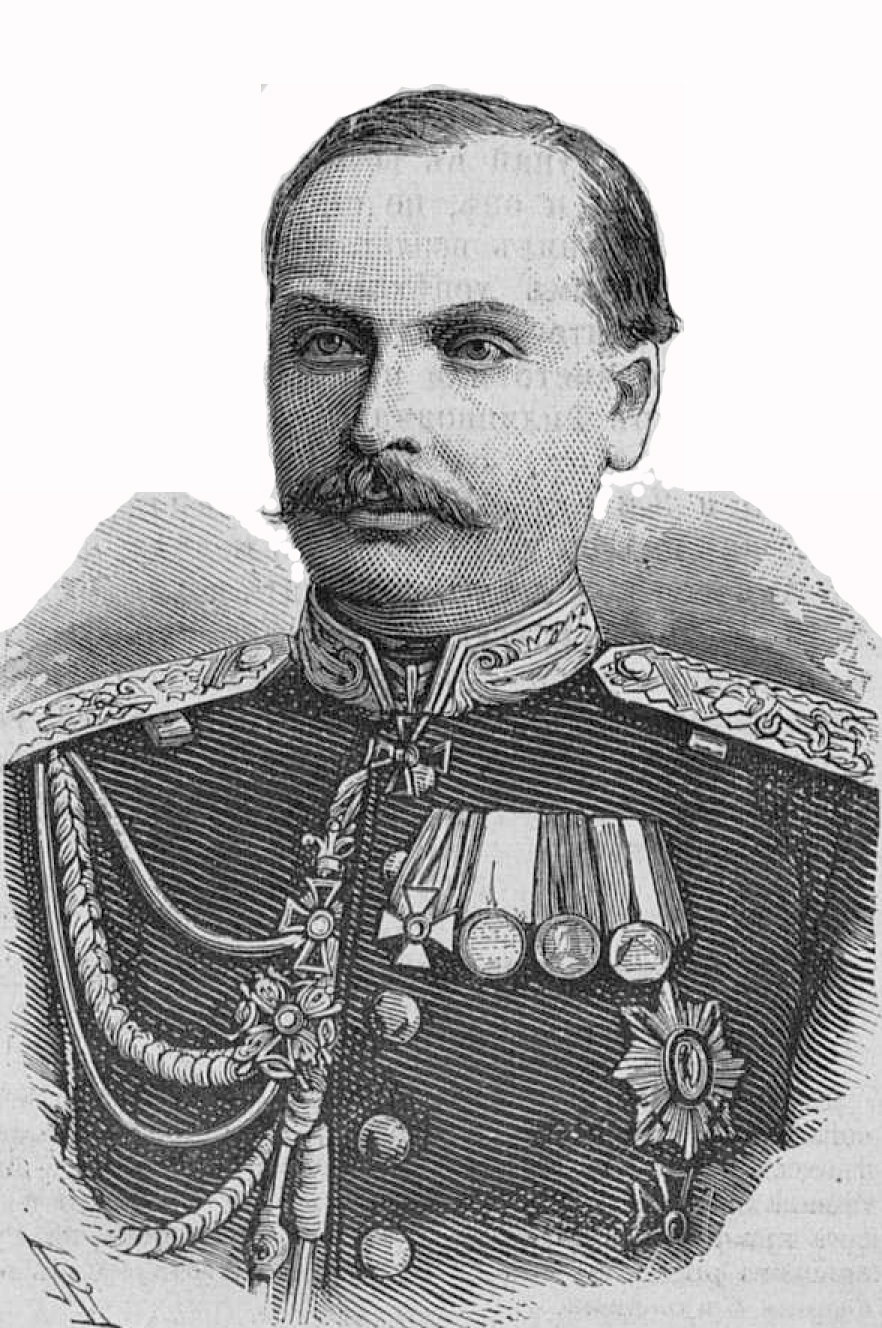
Генерал-майор А. В. Гурчин,
1877 год

Во время русско-турецкой войны 1877—1878 гг. Гурчин участвовал с отрядом генерала Оклобжио в делах у Муха-Эстаде, на Хуцубанских и Самебских высотах, во взятии Цихидзирских позиций и в сражении под Кизил-Тапой, за отличие в котором был награждён золотым оружием с надписью «За храбрость» и 30 августа 1877 года произведён в генерал-майоры с зачислением в Свиту (со старшинством от 12 июня того же года). В сражении на Аладжинских высотах Гурчин, командуя отдельной колонной, овладел важной позицией, за что был 1 января 1878 года награждён орденом св. Георгия 4-й степени
За проявленные подвиги, при поражении турецкой армии на Аладжинских высотах войсками действовавшего корпуса под личным руководством Его Императорского Высочества, главнокомандующего армиею, где командовал отдельною колонной и овладел укрепленною позициею, защищаемою превосходными силами неприятеля, при этом принудил 26 неприятельских баталионов положить оружие.
За участие в штурме Карса и блокаде Эрзерума Гурчин получил ордена св. Станислава 1-й степени с мечами и св. Анны 1-й степени с мечами.
В 1880—1882 гг. Гурчин состоял инспектором стрелковых войск и в 1882 году был награждён орденом св. Владимира 2-й степени; в 1884 году был членом комитета по устройству и образованию войск; в 1886 году Гурчин был назначен командующим 38-й пехотной дивизией и произведён в генерал-лейтенанты; в 1894 году занял пост командира 19-го армейского корпуса и в 1898 году произведён в генералы от инфантерии.
24 октября 1900 года Гурчин был назначен членом Военного совета, а в 1901 году — командующим войсками Виленского военного округа с оставлением членом совета.
Александр Викентьевич Гурчин умер в 1902 году.
Старший брат Гурчина, Витольд Викентьевич (1831—1887), был генерал-лейтенантом, командовал местными войсками Кавказского военного округа и также с отличием участвовал в Русско-турецкой войне 1877—1878 гг. на Кавказском театре.